# Latham (Misuri)
Latham es un lugar designado por el censo ubicado en el condado de Moniteau en el estado estadounidense de Misuri. En el Censo de 2020 tenía una población de 69 habitantes y una densidad poblacional de 69 habitantes por km². Fue incluido como CDP en el censo de 2020. 

## Geografía
Latham se encuentra ubicado en las coordenadas 38°33′39″N 92°40′57″O / 38.56083, -92.68250.Según la Oficina del Censo de los Estados Unidos,  tiene una superficie total de 1,00  km², de la cual 0,99 km² corresponden a tierra firme y 0,01 km² a agua.